# Solicitud de soluciones

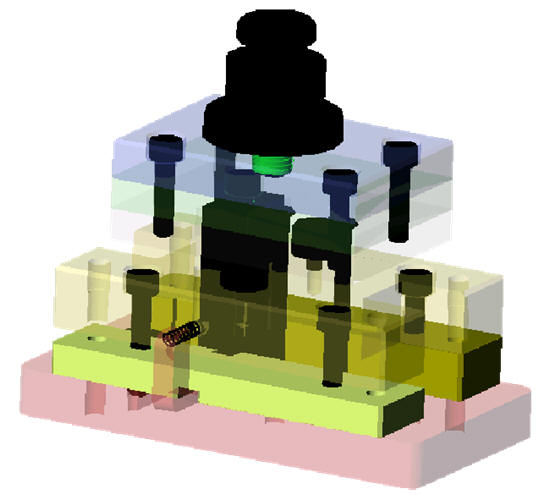
Disposición compleja de piezas. Una solicitud de soluciones podría pedir el diseño de una disposición más sencilla, pero que realizara las mismas funciones.

Una solicitud de soluciones (en inglés: request for solution, también conocida por sus siglas RFS) es un documento comercial que describe una situación tecnológica u organizativa y pide soluciones (por ejemplo, una nueva disposición de tecnologías de la información y las comunicaciones) a posibles proveedores de estas soluciones. Este documento es normalmente emitido por la organización que se beneficiaría de la solución. 
La diferencia con una solicitud de propuestas (RFP por sus siglas en inglés) consiste en que la RFS es mucho más abierta y deja más espacio a la innovación. Tanto la RFP como la RFS establecen requisitos, pero los de la RFS son más generales. Las RFS también necesitan menos tiempo para ser contestadas, por lo que probablemente consigan un mayor número de respuestas.

Un ejemplo clásico de solicitud de soluciones: el cliente dio instrucciones generales con respecto a la solución, a la vez que establecía restricciones menores sobre la tecnología concreta.

En contraste con una RFP detallada y dirigida por el comprador, la RFS es un proceso colaborativo de final abierto. El cliente describe su entorno, objetivos, preocupaciones y tolerancia al riesgo, y los proveedores potenciales le proponen soluciones que satisfacen esos requisitos generales.

La RFS puede ser utilizada como el primer paso en un proceso de aprovisionamiento. Una vez seleccionada una solución específica, el proceso puede avanzar un paso, emitiendo, por ejemplo, una RFP, más concreta y detallada.
Un ejemplo realː tras el accidente nuclear de Fukushima I se acumularon grandes cantidades de agua contaminada con elementos radiactivos. Fue sometida a procesos de descontaminación, que los eliminaron casi todos, excepto el tritio, que resulta especialmente difícil de separar. Entonces la empresa propietaria de la central, Tepco, convocó un concurso internacional para que se presentaran tecnologías que realizaran eficazmente esta tarea.

## Controversia
Lutz Peichert duda de la necesidad de otro término de aprovisionamiento (RFS) más cuando ya existe RFP . John Healer, al contrario, encuentra  «valioso el lenguaje de la solicitud de soluciones».